# Luisa di Svezia
Luisa di Svezia (in svedese Lovisa Josefina Eugenia; in danese Louise Josephine Eugenie; Stoccolma, 31 ottobre 1851 – Copenaghen, 20 marzo 1926) nata principessa di Svezia e di Norvegia, fino al 1905, poi solo principessa di Svezia, divenne  regina di Danimarca per matrimonio.

## Biografia

### Infanzia ed educazione

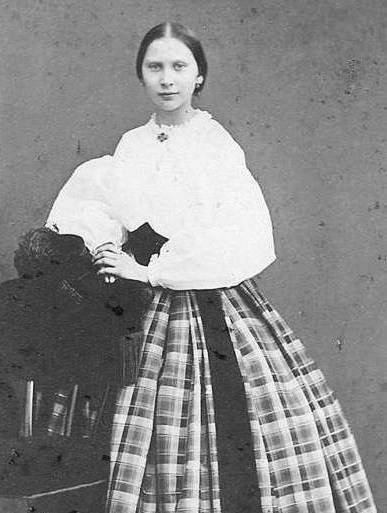
Luisa da bambina

Luisa nacque al Palazzo Reale di Stoccolma e fu l'unica figlia sopravvissuta di re Carlo XV/IV di Svezia e di Norvegia e della sua consorte, la regina Luisa dei Paesi Bassi. I suoi nonni paterni erano re Oscar I di Svezia e di Norvegia e la regina Giuseppina di Leuchtenberg; quelli materni il principe Federico dei Paesi Bassi e la principessa Luisa di Prussia.
Dopo la morte di suo fratello, Luisa venne trattata dal padre come un figlio. Una volta suo padre disse di lei: "È un brutto diavolo, ma è divertente!". Questo preoccupò la madre, che voleva venisse educata secondo l'ideale femminile del tempo. Luisa viene descritta come una figlia unica, amata e viziata, i cui genitori stravedevano per lei: si dice che assomigliasse a sua madre nelle fattezze, ma che assomigliava a suo padre nel comportamento, energico e felice .
Dopo la nascita del fratello nel 1852, sua madre aveva subito un infortunio che le aveva impedito di avere altri figli e ciò implicava un problema di successione: sebbene la Svezia in passato avesse già avuto sovrani donne, e l'approvazione della successione femminile fosse stata dichiarata già nel 1604, tale disposizione non era stata accolta dalla nuova costituzione del 1809, perciò Luisa non fu riconosciuta come erede al trono. La sua successione, quindi, avrebbe richiesto una modifica della legge, come sarebbe stata anche necessario per quanto riguardava il trono di Norvegia, che non l'approvava. Essendo l'unica figlia superstite dei suoi genitori, suo padre, re Carlo XV/IV, fece ripetuti tentativi di modificare la Costituzione per far accettare Luisa come sua erede. Tuttavia, quando il fratello di suo padre, ebbe il primo figlio nel 1858, seguito da molti altri negli anni successivi, re Carlo non riuscì nel suo intento di modifica costituzionale e la questione non venne risolta.
Della formazione accademica di Luisa si occupò la sua governante Hilda Elfving. Nel 1862, lei e sua madre divennero allieve di Nancy Edberg, la pioniere del nuoto per le donne. L'arte del nuoto non era, inizialmente, considerata del tutto adeguata per le donne, ma quando la Regina e sua figlia presero le lezioni, essa venne rapidamente di moda e fu accettata anche per le donne.

### Matrimonio

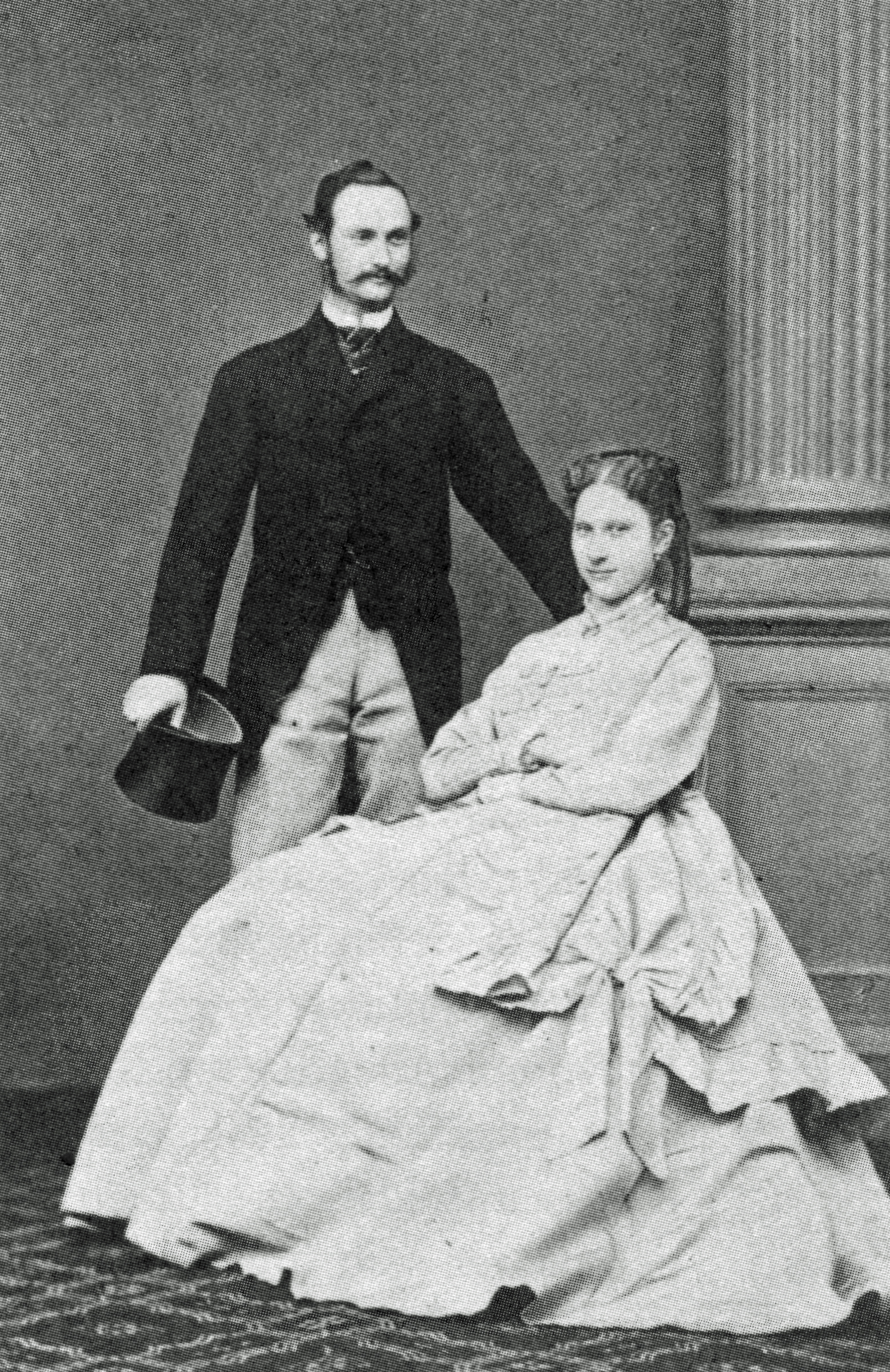
Luisa e Federico in una fotografia d'epoca

Luisa divenne oggetto di progetti matrimoniali molto presto. Il candidato più plausibile era il principe ereditario Federico di Danimarca. Luisa e Federico si conobbero nel 1862. Il matrimonio fu considerato auspicabile per diversi motivi. La situazione tra le case reali era molto tesa in quel momento.  

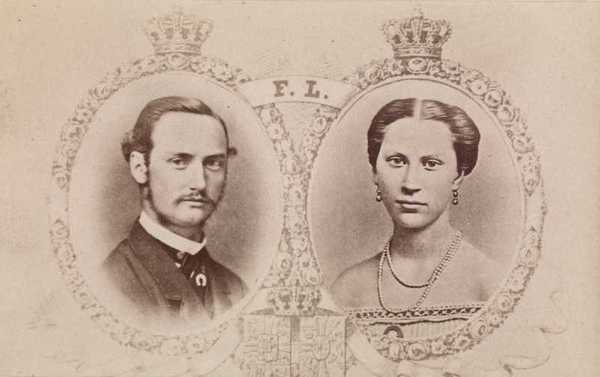
Federico VIII di Danimarca e Luisa

Dopo la morte di re Federico VII di Danimarca, senza figli, nel 1863, erano stati proposti come possibili candidati Carlo o suo fratello, il principe Oscar, per il trono danese, invece di Cristiano IX. In Danimarca, c'era delusione per il fatto che la Svezia, nonostante l'attuale Scandinavismo, non l'avesse sostenuta contro la Prussia durante la guerra danese-prussiana nel 1864. Dopo il 1864, sia in Svezia-Norvegia che in Danimarca si iniziò a discutere sui piani per la creazione di una forma di pace simbolica tra le due nazioni, organizzando un matrimonio tra Luisa e il principe ereditario Federico. Carlo XV voleva che sua figlia diventasse regina di Danimarca, e in questo regno questo matrimonio sarebbe stato preferito ad uno con una principessa tedesca, che sarebbe stata l'alternativa dopo la recente guerra con la Germania. Tuttavia, Carlo XV non voleva forzare la figlia ad un matrimonio combinato e quindi lasciò la decisione finale a lei.
Il 14 aprile 1868 fu organizzato un incontro tra Luisa e Federico nel castello di Bäckaskog, in Scania. Poiché la questione dipendeva dalla volontà di Luisa di sposare o meno Federico, non venne informato nessuno. Alla fine dell'incontro, tuttavia, entrambi erano apparentemente soddisfatti e Luisa accettò di sposarlo. Il fidanzamento venne annunciato durante il pranzo del giorno successivo.
Durante l'inverno 1868-1869, Luisa studiò la lingua, la letteratura, la cultura e la storia danese sotto la guida di Lorentz Dietrichson.
Le nozze vennero celebrate nella cappella del Palazzo Reale di Stoccolma il 28 luglio 1869 con grande sfarzo e splendore, nel momento in cui la Svezia era in uno stato di carestia, e la dote della principessa consistette in oggetti prodotti in Svezia, a beneficio dell'economia svedese. Luisa era la prima principessa svedese a sposarsi nella casa reale danese fin dal Medioevo.

### Principessa della Corona di Danimarca

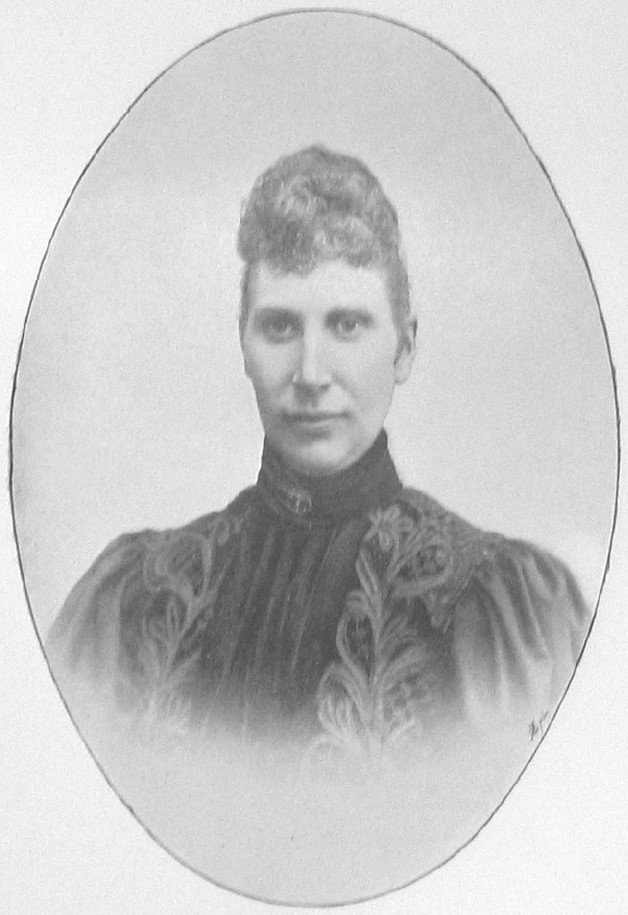
Luisa di Svezia

Il matrimonio non fu felice, né ebbe alcun effetto sul rapporto tra i due paesi. Durante il suo lungo periodo come Principessa Ereditaria di Danimarca, Luisa divenne molto popolare tra il popolo ma non aveva un buon rapporto con la famiglia reale, soprattutto con la suocera e le cognate, e non ricevette alcun sostegno da parte del marito.
La famiglia visse una vita discreta a Palazzo di Amalienborg durante l'inverno e nel palazzo di Charlottenlund durante l'estate. Durante i primi anni di matrimonio, Luisa visitò spesso la Svezia. Era presente alla morte della madre nel marzo 1871. All'epoca, ricevette conforto da parte di Sofia di Nassau, che divenne sua confidente e amica personale. Lo stile di vita di Federico e la sua infedeltà danneggiarono la sua popolarità e la resero infelice. La regina chiese dei consigli a sua zia, che la presentò ai predicatori Lord Radstock e Gustaf Emanuel Beskow. Da quel momento, Luisa trovò conforto nella religione. Studiò il greco, fece studi biblici e incontrò Lord Radstock a Copenaghen nel 1884. Fece anche amicizia con la dama di compagnia Wanda Oxholm. Luisa, peraltro, era interessata anche all'artigianato danese, come le opere in cuoio e la pittura.
I contemporanei ci descrivono Luisa come una donna devota e austera, che ha dato ai suoi figli un'infanzia dominata dalla religione e dal dovere. Non amava frequentare la società di Copenaghen, da lei considerata frivola. Era noto che voleva vedere una delle sue figlie sposata con un membro della casa reale svedese, cosa che avvenne quando la figlia Ingeborg sposò il principe Carlo di Svezia nel 1897.
Nel corso della sua vita contribuì a numerose opere di beneficenza, sia in Danimarca che in Svezia. Nel suo paese natale patrocinò diverse istituzioni, la più famosa delle quali è la Fondazione Principessa Luisa, in favore dei bambini poveri.

### Regina di Danimarca

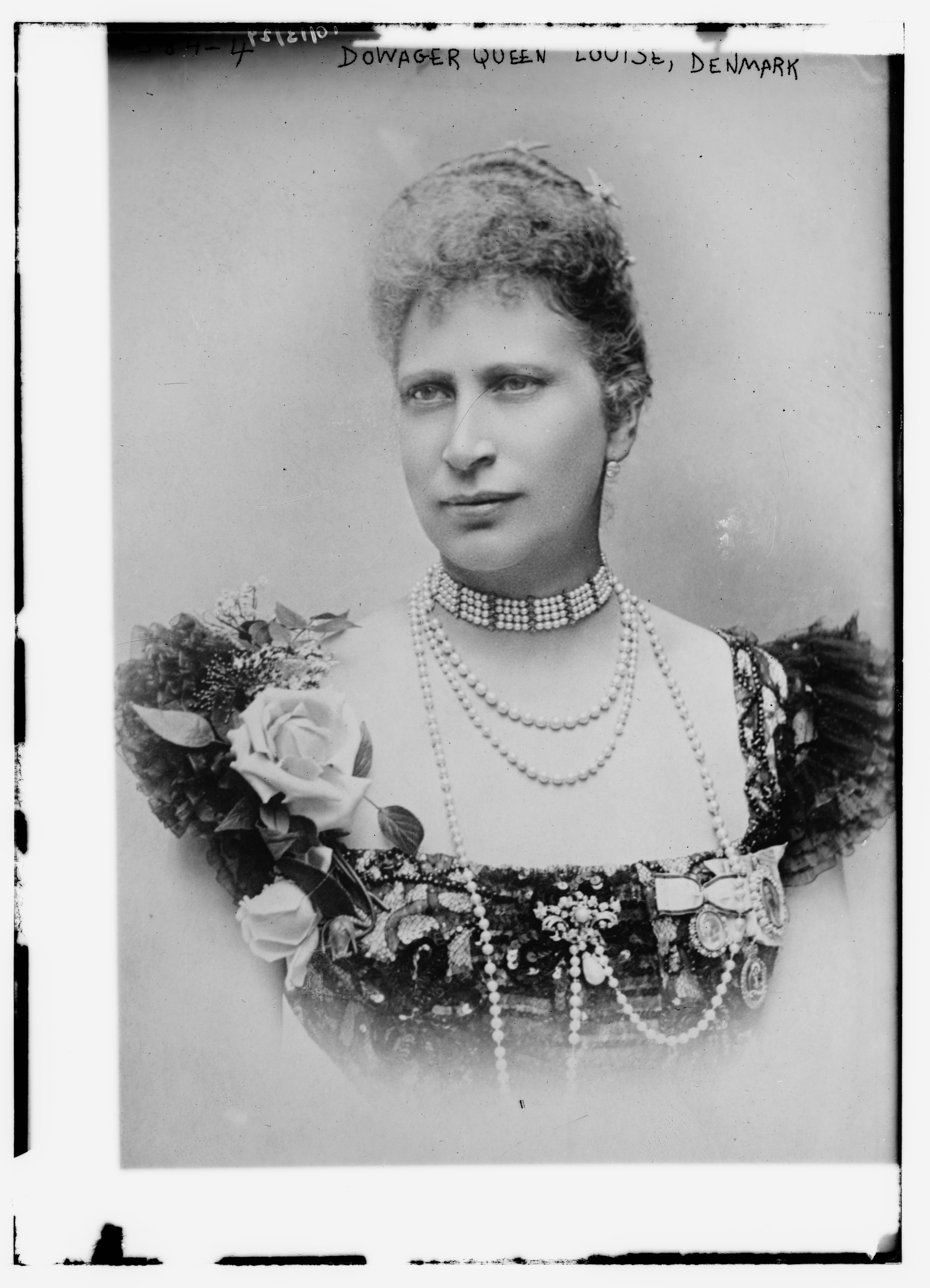
Luisa, regina di Danimarca, in una fotografia d'epoca

Luisa divenne regina di Danimarca nel 1906. Come regina era conosciuta soprattutto per le sue opere di beneficenza, un interesse che ha condiviso con il marito. Poco avvezza ai doveri cerimoniali e alle manifestazioni pubbliche, visse una vita appartata, dedicandosi ai suoi figli e ai suoi interessi nel campo dell'arte, della letteratura e della carità.

### Morte

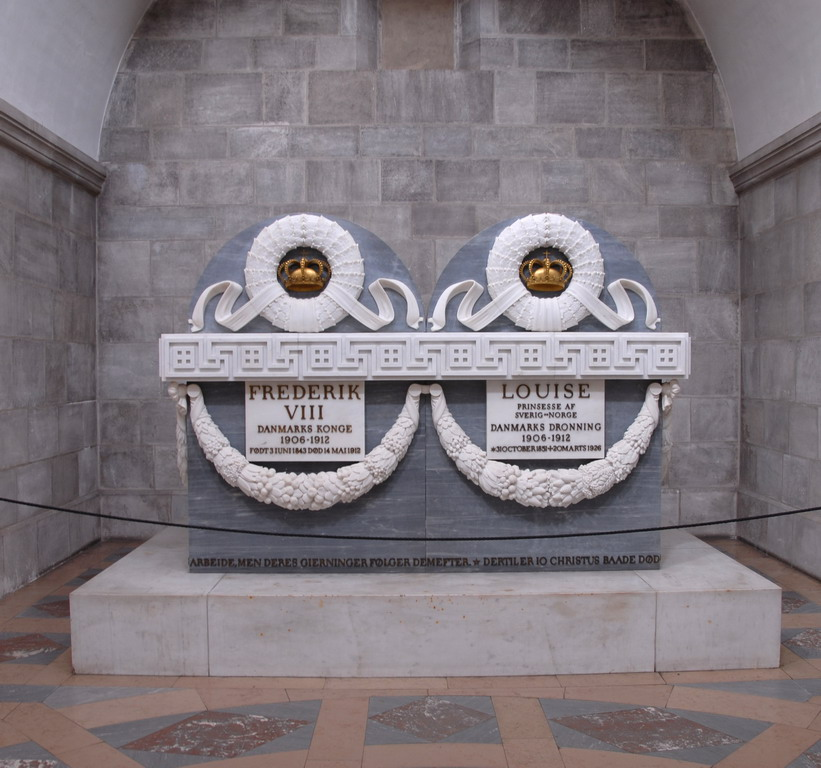
La tomba di Federico VIII di Danimarca e di Luisa nella cattedrale di Roskilde

Nel 1912 rimase vedova. Dal 1915 al 1917 venne costruito il Castello di Egelund, dove visse per il resto della sua vita.
Morì nel Palazzo di Amalienborg a Copenaghen nel 1926 ed è sepolta accanto a suo marito nella Cattedrale di Roskilde.

## Discendenza
Dal matrimonio tra Luisa e Federico VIII di Danimarca nacquero otto figli:
- Cristiano X di Danimarca (1870-1947), sposò la principessa Alessandrina di Meclemburgo-Schwerin ed ebbero figli.
- Haakon VII di Norvegia (nato Carlo di Danimarca; 1872-1957), sposò la principessa Maud del Galles ed ebbero figli.
- Luisa di Danimarca (1875-1906), sposò il principe Federico di Schaumburg-Lippe ed ebbero figli.
- Harald di Danimarca (1876-1949), sposò la principessa Elena di Glücksburg ed ebbero figli.
- Ingeborg di Danimarca (1878-1958), sposò il principe Carlo di Svezia ed ebbero figli.
- Thyra di Danimarca (1880-1945), morta nubile.
- Gustavo di Danimarca (1887-1944), morto celibe.
- Dagmar di Danimarca (1890-1961), sposò Jørgen Castenskiold ed ebbero figli.

## Onorificenze

Il monogramma personale della regina Luisa.

Il monogramma personale della regina Luisa e di re Federico VIII di Danimarca.

## Albero genealogico
|                            |                             |                                   | Genitori                                  |  |  | Nonni |  |  | Bisnonni                     |  |  | Trisnonni             |  |
|                            |                             |                                   |                                           |  |  |       |  |  | Giovanni Carlo XIV di Svezia |  |  | Jean Henri Bernadotte |  |
|                            |                             |                                   |                                           |  |  |       |  |  | Giovanni Carlo XIV di Svezia |  |  | Jean Henri Bernadotte |  |
|                            |                             | Jeanne de Saint-Vincent           |                                           |  |  |       |  |  | Giovanni Carlo XIV di Svezia |  |  |                       |  |
| Oscar I di Svezia          |                             |                                   |                                           |  |  |       |  |  | Giovanni Carlo XIV di Svezia |  |  |                       |  |
|                            |                             | Désirée Clary                     | François Clary                            |  |  |       |  |  |                              |  |  |                       |  |
|                            |                             | Désirée Clary                     | François Clary                            |  |  |       |  |  |                              |  |  |                       |  |
|                            |                             | Désirée Clary                     | Françoise Rose Somis                      |  |  |       |  |  |                              |  |  |                       |  |
| Carlo XV di Svezia         |                             | Désirée Clary                     |                                           |  |  |       |  |  |                              |  |  |                       |  |
|                            |                             | Eugenio di Beauharnais            | Alexandre de Beauharnais                  |  |  |       |  |  |                              |  |  |                       |  |
|                            |                             | Eugenio di Beauharnais            | Alexandre de Beauharnais                  |  |  |       |  |  |                              |  |  |                       |  |
|                            |                             | Eugenio di Beauharnais            | Giuseppina de Tascher de la Pagèrie       |  |  |       |  |  |                              |  |  |                       |  |
| Giuseppina di Leuchtenberg |                             | Eugenio di Beauharnais            |                                           |  |  |       |  |  |                              |  |  |                       |  |
|                            |                             | Augusta di Baviera                | Massimiliano I di Baviera                 |  |  |       |  |  |                              |  |  |                       |  |
|                            |                             | Augusta di Baviera                | Massimiliano I di Baviera                 |  |  |       |  |  |                              |  |  |                       |  |
|                            |                             | Augusta di Baviera                | Augusta Guglielmina d'Assia-Darmstadt     |  |  |       |  |  |                              |  |  |                       |  |
| Luisa di Svezia            |                             | Augusta di Baviera                |                                           |  |  |       |  |  |                              |  |  |                       |  |
|                            | Guglielmo I dei Paesi Bassi | Guglielmo V di Orange-Nassau      |                                           |  |  |       |  |  |                              |  |  |                       |  |
|                            | Guglielmo I dei Paesi Bassi | Guglielmo V di Orange-Nassau      |                                           |  |  |       |  |  |                              |  |  |                       |  |
|                            | Guglielmo I dei Paesi Bassi | Guglielmina di Prussia            |                                           |  |  |       |  |  |                              |  |  |                       |  |
| Federico d'Orange-Nassau   | Guglielmo I dei Paesi Bassi |                                   |                                           |  |  |       |  |  |                              |  |  |                       |  |
|                            |                             | Guglielmina di Prussia            | Federico Guglielmo II di Prussia          |  |  |       |  |  |                              |  |  |                       |  |
|                            |                             | Guglielmina di Prussia            | Federico Guglielmo II di Prussia          |  |  |       |  |  |                              |  |  |                       |  |
|                            |                             | Guglielmina di Prussia            | Federica Luisa d'Assia-Darmstadt          |  |  |       |  |  |                              |  |  |                       |  |
| Luisa dei Paesi Bassi      |                             | Guglielmina di Prussia            |                                           |  |  |       |  |  |                              |  |  |                       |  |
|                            |                             | Federico Guglielmo III di Prussia | Federico Guglielmo II di Prussia          |  |  |       |  |  |                              |  |  |                       |  |
|                            |                             | Federico Guglielmo III di Prussia | Federico Guglielmo II di Prussia          |  |  |       |  |  |                              |  |  |                       |  |
|                            |                             | Federico Guglielmo III di Prussia | Federica Luisa d'Assia-Darmstadt          |  |  |       |  |  |                              |  |  |                       |  |
| Luisa di Prussia           |                             | Federico Guglielmo III di Prussia |                                           |  |  |       |  |  |                              |  |  |                       |  |
|                            |                             | Luisa di Meclemburgo-Strelitz     | Carlo II di Meclemburgo-Strelitz          |  |  |       |  |  |                              |  |  |                       |  |
|                            |                             | Luisa di Meclemburgo-Strelitz     | Carlo II di Meclemburgo-Strelitz          |  |  |       |  |  |                              |  |  |                       |  |
|                            |                             | Luisa di Meclemburgo-Strelitz     | Federica Carolina Luisa d'Assia-Darmstadt |  |  |       |  |  |                              |  |  |                       |  |
|                            |                             | Luisa di Meclemburgo-Strelitz     |                                           |  |  |       |  |  |                              |  |  |                       |  |